# Sibon noalamina
Sibon noalamina là một loài rắn trong họ Rắn nước. Loài này được Lotzkat, Hertz & Köhler mô tả khoa học đầu tiên năm 2012.